# George DiCaprio
George Paul DiCaprio (n. 30 noiembrie 1943, SUA) este un scriitor și publicist american, tatăl actorului Leonardo DiCaprio.

## Biografie
Tatăl său, George Leon DiCaprio, era fiul unor imigranți italieni (Salvatore Di Caprio și Rosina Cassella), iar mama lui avea origini germane.
George DiCaprio s-a căsătorit cu Irmelin Indenbirken, care avea origini germane și rusești, cu care a avut un singur fiu, Leonardo. Deși au divorțat în 1975, aceștia au fost de acord să fie vecini, pentru a nu-i strica copilăria tânărului Leo.
În 1995 s-a recăsătorit cu Peggy Ferrar.

## Legături externe
- George DiCaprio la Internet Movie Database